# Hrithik Roshan
Hrithik Roshan (hindi: ऋतिक रोशन, pronunciación: /rɪt̪ɪk rɔːʃən/) (nacido Hrithik Roshan el 10 de enero de 1974) es un actor indio del llamado Bollywood que ha ganado seis veces los Premios Filmfare.

## Carrera
Realizó su primera película Aasha, en 1980, con seis años, aparece en ella como extra en un baile. Más tarde participó en Aap Ki Deewane (1980) y Bhagwan Dada (1986) con pequeños papeles y llegó a ser ayudante de su padre, el director Rakesh Roshan en Karan Arjun (1995) y Koyla (1997).
Roshan debutó como protagonista en 2000 con la película Kaho Naa... Pyaar Hai dirigida por su padre y donde debutaba también la actriz Amisha Patel. y que ganó el premio a la mejor película en los Filmfare Awards. Y la interpretación de Roshan le supuso el premio al mejor actor y al mejor actor novel de este mismo galardón. Esta película he entrado en el Libro de los Récords Limca como la película de Bollywood que ha obtenido más éxitos, 102.
En 2000, Roshan participó además en las películas de contenido social, Fiza, un film aclamado por la crítica, pero no muy comercial, y Mission Kashmir junto a Sanjay Dutt y Preity Zinta. En 2001, Hrithik protagonizó Yaadein y la taquillera Kabhi Khushi Kabhie Gham. Roshan no tuvo un buen año en 2002 y sus películas Mujhse Dosti Karoge!', Na Tum Jaano Na Hum y Aap Mujhe Achche Lagne Lageno fueron muy taquilleras. En 2003, su película Koi Mil Gaya fue la más taquillera del año y ganó varios Filmfare Awards, entre ellos uno al mejor actor para Hrithik. En ese mismo año, protagonizó la película Mein Prem ki dewani hoon de género romance. Sólo actuó en una película en el 2004, Lakshya, dirigida por Farhan Akhtar, que no fue muy taquillera; aunque los críticos lo señalaron como su actuación más impresionante hasta ahora, lo que le valió una nominación al Filmfare.
Roshan se tomó más tarde dos años sabáticos antes de protagonizar Krrish, secuela de Koi Mil Gaya, que salió en junio de 2006. Krrish consiguió un gran éxito comercial en 2006. Más tarde apareció en Dhoom 2, secuela de la taquillera película de 2004 Dhoom . 
En el 2008 se estrenó la película épica Jodhaa Akbar que fue un récord en taquilla. Hrithik tomó el reto de interpretar al emperador Akbar, actuando junto a Aishwarya Rai.

## Controversia
En 2001, se extendió un rumor sobre ciertos comentarios de Roshan que menospreciaban al pueblo nepalí y que indignaron a este país, varios periódicos se hicieron eco de este rumor, lo que conllevó varias protestas estudiantiles que ocasionaron la muerte de cuatro personas. Las protestas llegaron incluso a hacer que el gobierno cancelara un vuelo de Katmandú a la India. Más tarde la embajada india y el mismo actor desmintieron la información sobre esos comentarios.
En 2006, en una conferencia de la prensa londinense por su película Krrish, Roshan dijo que ya era hora de dejar Shanghái y Hong Kong después de seis semanas de montaje y volver a casa, pues sus ojos comenzaban a "rajarse un poco como los de los chinos".

## Vida privada
Hijo del director de cine Rakesh Roshan, sobrino del director musical Rajesh Roshan y nieto del director musical Roshan (abuelo paterno) y del productor y director J. Om Prakash (abuelo materno), Hrithik Roshan nació Bombay, India, 
Y presenta un dedo de más (polidactilia) en su mano derecha.
Roshan estaba casado con Sussane Khan, tiene 2 hijos con su exesposa Sussane khan, Hrehaan nacido el 28 de marzo de 2006 a las 15:08 en el hospital Lilavati de Bombay, India y Hridhaan, nacido el 10 de mayo de 2008.
El 13 de diciembre de 2013, Roshan anunció que se separaba de Sussanne Roshan, su esposa por 13 años, terminando así su relación de casi 17 años.

## Premios

### Premios Filmfare
- 2000: Filmfare Best Debut Award por Kaho Naa Pyaar Hai.
- 2000: Filmfare Best Actor Award por Kaho Naa Pyaar Hai.
- 2003: Filmfare Best Actor Award por Koi Mil Gaya.
- 2003: Filmfare Critics Award for Best Performance por Koi Mil Gaya.
- 2007: Filmfare Best Actor Award por Dhoom 2.[16]
- 2009: Filmfare Best Actor Award por Jodhaa Akbar.[17]

- 2010: Filmfare Best Actor Award por Guzaarish

### International Indian Film Academy Awards
- 2000: IIFA Best Actor Award por Kaho Naa Pyaar Hai.
- 2003: IIFA Best Actor Award por Koi Mil Gaya.

### Star Screen Awards
- 2000: Star Screen Award Most Promising Newcomer - Male por Kaho Naa Pyaar Hai.
- 2000: Star Screen Award Best Actor por Kaho Naa Pyaar Hai.
- 2003: Star Screen Award Best Actor por Koi Mil Gaya.
- 2006: Star Screen Award Best Actor por Krrish.
- 2009: Star Screen Award Best Actor  por " JodhaAkbar".[18]

### Zee Cine Awards
- 2000: Zee Cine Awards: Best Male Newcomer Award por Kaho Naa Pyaar Hai. * 2000: Zee Cine Awards: Best Actor Award por Kaho Naa Pyaar Hai.
- 2003: Zee Cine Awards: Best Actor Award por Koi Mil Gaya.
- 2007: Zee Cine Awards: Best Actor Award por Krrish.

### Bollywood Movie Awards
- 2001: Bollywood Movie Award - Best Male Debut por Kaho Naa Pyaar Hai.
- 2001: Bollywood Movie Award - Best Actor por Kaho Naa Pyaar Hai.
- 2002: Bollywood Movie Award - Best Supporting Actor por Kabhi Khushi Kabhie Gham.
- 2004: Bollywood Movie Award - Critics Award Male por Koi Mil Gaya.
- 2004: Bollywood Movie Award - Best Actor por Koi Mil Gaya.
- 2007: Bollywood Movie Award - Best Actor por Dhoom 2.

### Stardust Awards
- 2004: Stardust Best Actor Award por Lakshya.[19]

### Sansui Awards
- 2000: Sansui Awards: Best Male Newcomer por Kaho Naa Pyaar Hai.
- 2003: Sansui Awards: Best Actor por Koi Mil Gaya.

### Otros premios cinematográficos
- 2000: Aashirwaad Awards: Best Actor por Kaho Naa Pyaar Hai.
- 2000: BFJA Awards: Best Actor Critics por Fiza.
- 2000: Citizens Awards: Outstanding Contribution to Indian Cinema.
- 2000: Filmgoers Awards: Best Actor por Kaho Naa Pyaar Hai.
- 2000: Filmgoers Awards: Best Male Newcomer por Kaho Naa Pyaar Hai.
- 2000: Filmgoers Awards: Best Actor Critics por Kaho Naa Pyaar Hai.
- 2000: Kalashree Awards: Best Actor por Kaho Naa Pyaar Hai.
- 2001: Zee Gold Awards: Best Supporting Actor por Kabhi Khushi Kabhie Gham.
- 2003: Anandlok Awards: Best Male Actor por Koi Mil Gaya.
- 2003: Apsara Awards: Best Male Actor por Koi Mil Gaya.
- 2003: Asian Guild Awards: Best Actor por Koi Mil Gaya.
- 2003: Chhoton Ka Funda Awards: Kamaal Da Actor Award por Koi Mil Gaya.
- 2003: FICCI Hall Of Fame Awards: Best Actor Award por Koi Mil Gaya.
- 2003: Pogo Awards: Best Actor por Koi Mil Gaya.
- 2006: Global Indian Film Awards: Best Actor Award por Krrish.[20]
- 2006: Anandlok Awards: Best Male Actor por Krrish.[21]
- 2006: Pogo Awards: Most Amazing Actor por Krrish.
- 2006: Radio Sargam Bollywood Awards: Best Actor por Krrish.[22]
- 2006: Radio Sargam Bollywood Awards: Best Actor In A Negative Role por Dhoom 2.[22]

### Otros premios
- 2002: Bollywood Fashion Awards; Celebrity Style Male.
- 2003: Chhoton Ka Funda Awards: Chhoton Ka Funda Dhishum Dhishum Doley Sholay Award; For swashbuckling muscle and action display for Koi Mil Gaya.
- 2003: Chhoton Ka Funda Awards: Chhoton Ka Funda Boogie Woogie Award; for dance performance in It's Magic for Koi Mil Gaya.
- 2003: Pogo Awards; Amazing Dancer.
- 2004: Bollywood Fashion Awards; Celebrity Style Male.
- 2004: MTV Immies Awards; Best Performance in a Song Male for Main Aisa Kyon Hoon.
- 2005: IIFA Style Icon of the Year Award; Samsung Style Icon.
- 2006: Idea Zee F Awards: Youth Style Icon in Films.[23]
- 2007: Filmy's Person of the Year 2006.[24]

### Honores y reconocimientos

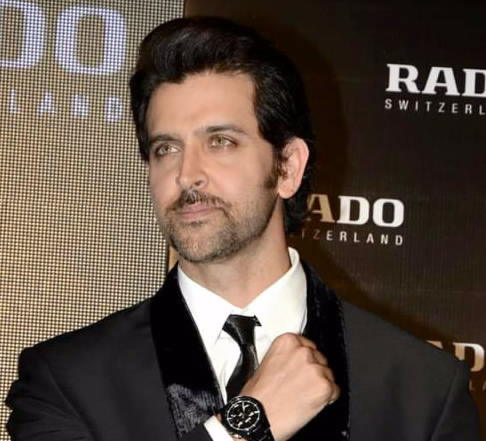
Roshan in Jan 2013

- 2003 , "Rajiv Gandhi Young Achiever Award".
- 2003, "Awadh Award" por su importante contribución al cine indio.
- 2006, "Sahara Awadh Samman"[25]
- 2006, premio honorífico en el International Film Festival of India (IFFI) en Panaji.[26]

## Filmografía
| Films that have not yet been released | Denotes films that have not yet been released |

| Año  | Película                    | Papel                              | Otros                                                                                         |
| ---- | --------------------------- | ---------------------------------- | --------------------------------------------------------------------------------------------- |
| 1980 | Aap Ke Deewane              | Niño artista                       |                                                                                               |
| 1980 | Aasha                       | Niño artista                       |                                                                                               |
| 1986 | Bhagwan Dada                | Govinda (Child artist)             |                                                                                               |
| 2000 | Mission Kashmir             | Altaf Khan                         | película acción                                                                               |
| 2000 | Fiza                        | Amaan Ikramullah                   | Nominado al Filmfare Best Actor Award                                                         |
| 2000 | Kaho Naa... Pyaar Hai       | Rohit/Raj Chopra                   | Ganador del Filmfare Best Actor Award Ganador del Filmfare Best Debut Award                   |
| 2001 | Kabhi Khushi Kabhie Gham    | Rohan Raichand                     | Nominado al Filmfare Best Supporting Actor Award Ganador del IIFA Best Supporting Actor Award |
| 2001 | Yaadein                     | Ronit Malhotra                     | película romántica                                                                            |
| 2002 | Mujhse Dosti Karoge!        | Raj Khanna                         | película comedia romántica                                                                    |
| 2002 | Na Tum Jaano Na Hum         | Rahul Sharma                       | película romántica                                                                            |
| 2002 | Aap Mujhe Achche Lagne Lage | Rohit                              | película romántica/drama                                                                      |
| 2003 | Koi... Mil Gaya             | Rohit Mehra                        | Ganador del Filmfare Best Actor Award Ganador del Filmfare Critics Award for Best Performance |
| 2003 | Main Prem Ki Diwani Hoon    | Prem Kishen Mathur                 | película romántica                                                                            |
| 2004 | Lakshya                     | Karan Shergill                     | Nominado al Filmfare Best Actor Award                                                         |
| 2006 | Dhoom 2                     | Aryan / Mr. A                      | Comedia musical ganadora del Filmfare Best Actor Award. Doblada a tamil y telugu              |
| 2006 | Krrish                      | Krishna Mehra o Krrish/Rohit Mehra | Nominatado Filmfare Best Actor Award. Doblada a tamil y telugu                                |
| 2008 | Jodhaa Akbar                | Jalaluddin Muhammad Akbar          | película drama/acción                                                                         |
| 2009 | Luck By Chance              | Zaffar Khan                        | película drama                                                                                |
| 2010 | Kites                       | Jay Ray                            | película drama/suspenso                                                                       |
| 2010 | Guzaarish                   | Ethan Mascarenhas                  | película drama/romántico                                                                      |
| 2011 | Zindagi Na Milegi Dobara    | Arjun Saluja                       | película romántico/drama                                                                      |
| 2012 | Agneepath                   | Vijay Deenanath                    | película drama/acción                                                                         |
| 2013 | Krrish 3                    | Krishna/Krish/Rohit                | película acción                                                                               |
| 2013 | Main Krishna hoon           | Él mismo                           | película infantil                                                                             |
| 2014 | Bang Bang!                  | Rajveer Nanda / Jai Nanda          | película suspenso                                                                             |
| 2014 | Operación KOH-I-NOOR        | Rajveer Nanda                      | película acción aventura, romance                                                             |
| 2016 | Mohenjo Daro (film)         | Sarman                             | película de época                                                                             |
| 2017 | Kaabil                      | Rohan Bhatnagar                    | película drama/suspenso                                                                       |
| TBA  | Hamesha Sath                | TBA                                | Próxima película                                                                              |